# Louis Antoine Fauvelet de Bourrienne
Louis Antoine Fauvelet de Bourrienne (* 19. Juli 1769 in Sens; † 7. Februar 1834 in Caen) war ein französischer Diplomat und Politiker, er war lange Zeit Privatsekretär von Napoleon Bonaparte.

## Leben

### Ausbildung
Er besuchte zusammen mit Napoléon die Kadettenschule von Brienne-le-Château in der Champagne. Trotz der einzelgängerischen Gewohnheiten Napoléons hatte er ein freundschaftliches Verhältnis zu ihm. Eine sehr tiefe Freundschaft, wie in Bourriennes Memoiren beschrieben, ist allerdings nicht anderweitig belegt. Nach Abschluss der Militärschule 1787 strebte Bourrienne keine weitere militärische Ausbildung an, sondern ging nach Wien und später nach Leipzig, wo er Recht und Diplomatie studierte. Dort verbrachte er auch die ersten Jahre der Französischen Revolution, er kehrte erst im Frühjahr 1792 wieder nach Frankreich zurück.
In Paris erneuerte er die Bekanntschaft zu Napoléon. Dort wurden die beiden Zeugen der weiteren Ereignisse der Französischen Revolution mit der Suspendierung Ludwigs XVI.

### Karriere
Bourrienne erhielt ein diplomatisches Mandat in Stuttgart und bald stand sein Name auf einer Liste von politischen Flüchtlingen, von der er erst November 1797 gestrichen wurde. Trotzdem kehrte er schon nach der Affäre des 13. Vendémiaire (5. Oktober 1795) nach Paris zurück, wo er abermals die Nähe Napoléons suchte, der zu dieser Zeit Vize in der Armee des Inneren war und kurze Zeit später den Oberbefehl über die Italienarmee erhielt.
Bourrienne ging nicht mit ihm nach Italien, wurde aber vom siegreichen General dorthin gerufen, um in den langwierigen Verhandlungen mit Österreich (Mai/Oktober 1797) mit seinen Kenntnissen in Recht und Diplomatie bei der Erstellung des Vertrages von Campo Formio (7. Oktober 1797) zur Beendigung des ersten Koalitionskrieges zu unterstützen.
Im folgenden Jahr begleitete er Napoléon Bonaparte als dessen Privatsekretär nach Ägypten. Sehr lebhafte, wenn auch nicht immer vertrauenerweckende Berichte dieser Expeditionen sind in seiner Memoiren zu finden. Auch bei der abenteuerlichen Rückkehr nach Fréjus im September und Oktober 1799 begleitete er Napoléon und war eine Hilfe beim Staatsstreich des 18. Brumaire VIII (Staatsstreich des 9. November 1799). Seine Folgen waren das Ende des Direktoriums und damit auch der Französischen Revolution. Napoléon Bonaparte wurde als Erster Konsul zum Alleinherrscher. Bourrienne blieb an der Seite des Ersten Konsul in seiner alten Befugnis, zog sich jedoch im Herbst 1802 aufgrund von fragwürdigen Finanzgeschäften dessen Unmut zu.
Im Frühjahr 1805 wurde er als französischer Gesandter in die freie Stadt Hamburg geschickt (siehe auch Hamburger Franzosenzeit). Dort war es seine Pflicht, die Maßnahmen des Handelskrieges gegen England, bekannt als die Kontinentalsperre, durchzuführen. Diese tyrannischen Maßnahmen sah er allerdings nicht nur mit Missfallen, sondern lockerte sie insgeheim, zum Gefallen der Händler. Anfang des Frühjahrs 1807, als Napoléon eine große Menge von Militärmänteln für die gerade in Ostpreußen liegenden Armee orderte, befand er, dass die einzige Möglichkeit einer schnellen Beschaffung eine Lieferung aus England wäre. Nachdem er ein großes Vermögen in Hamburg gemacht hatte, wurde er in Missfallen Ende 1810 nach Frankreich zurückbeordert. Im Jahre 1814 war er ein Anhänger der königlichen Sache der Bourbonen und während der Hundert Tage von 1815 begleitete er Ludwig XVIII. nach Gent. 
Später wurde Bourrienne Polizeipräfekt und darauf Staatsminister. Die Julirevolution von 1830 und der damit verbundene Verlust seines Vermögens verwirrten seinen Verstand, er starb am 7. Februar 1834 in Caen, nach einer zweijährigen Geisteskrankheit.

## Schriften
Der Ruhm von Bourrienne gründet sich nicht auf irgendwelche Werke oder Taten, sondern ausschließlich auf seine Memoiren, geschrieben von ihm und C. M. de Villemarest (10 vols., Paris, 1829–1831), die häufig veröffentlicht und übersetzt wurden. Die beste englische Ausgabe ist die von Colonel Ramsay Weston Phipps (4 vols., London, 1893); (ISBN 0-89875-359-7). Eine neue französische Ausgabe wurde von D. Lacroix geschrieben (5 vols., Paris, 1899–1900). Siehe auch Bourrienne et ses erreurs, volontaires et involontaires (Paris, 1830), von den Generälen Belliard, Gourgaud etc., für eine Diskussion über die Echtheit seiner Memoiren und Napoleon et ses détracteurs von Prince Napoleon (Paris, 1887; Eng. trans., London, 1888).